# Gampelen
Gampelen (toponimo tedesco; in francese Champion) è un comune svizzero di 973 abitanti del Canton Berna, nella regione del Seeland (circondario del Seeland).

## Geografia fisica
Gampelen è affacciato sul Lago di Neuchâtel.

## Storia
Nel 1894 la località di Rothaus, fino ad allora frazione di Marin-Epagnier, fu assegnata a Gampelen.

## Monumenti e luoghi d'interesse

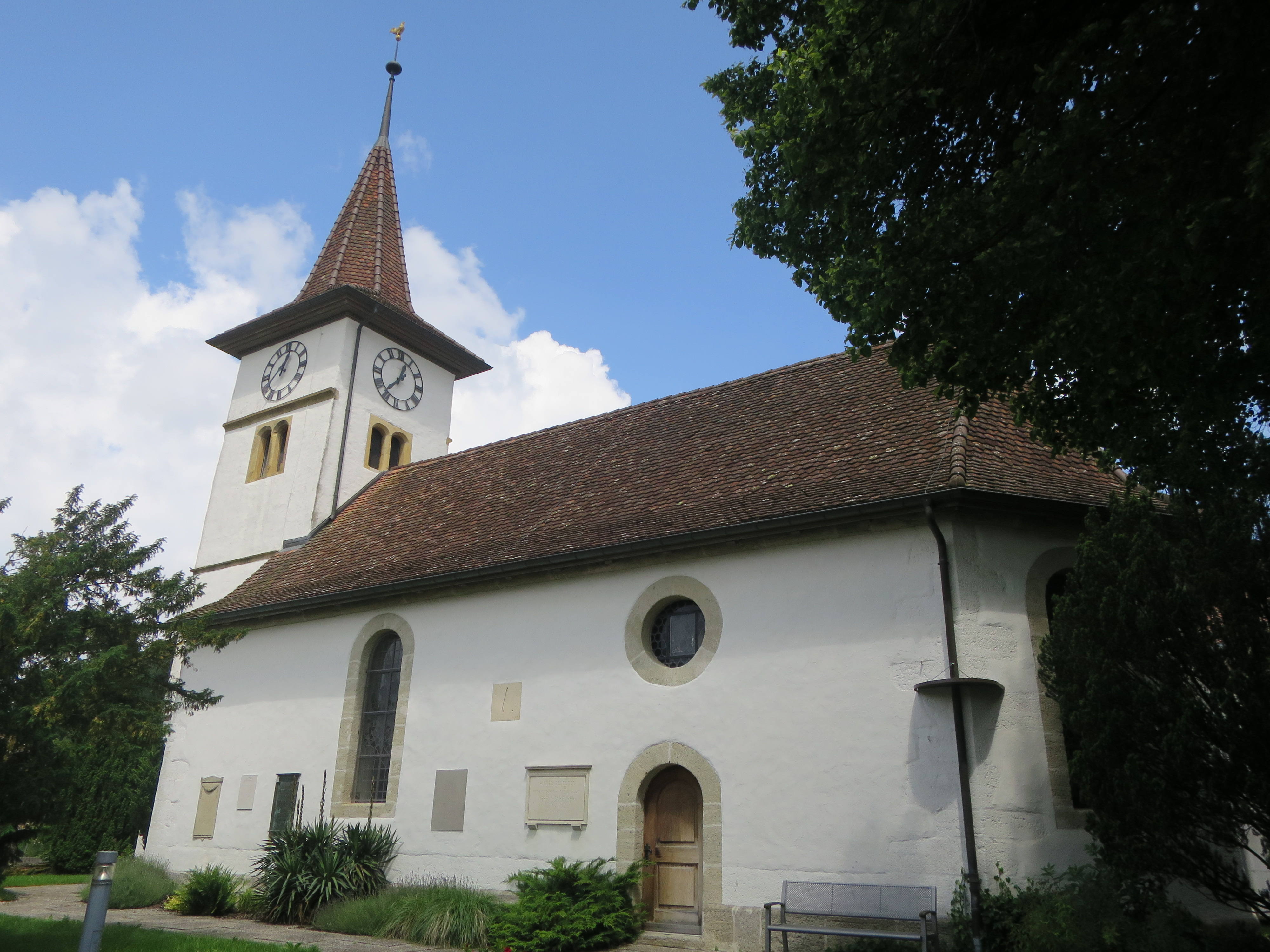
La chiesa riformata

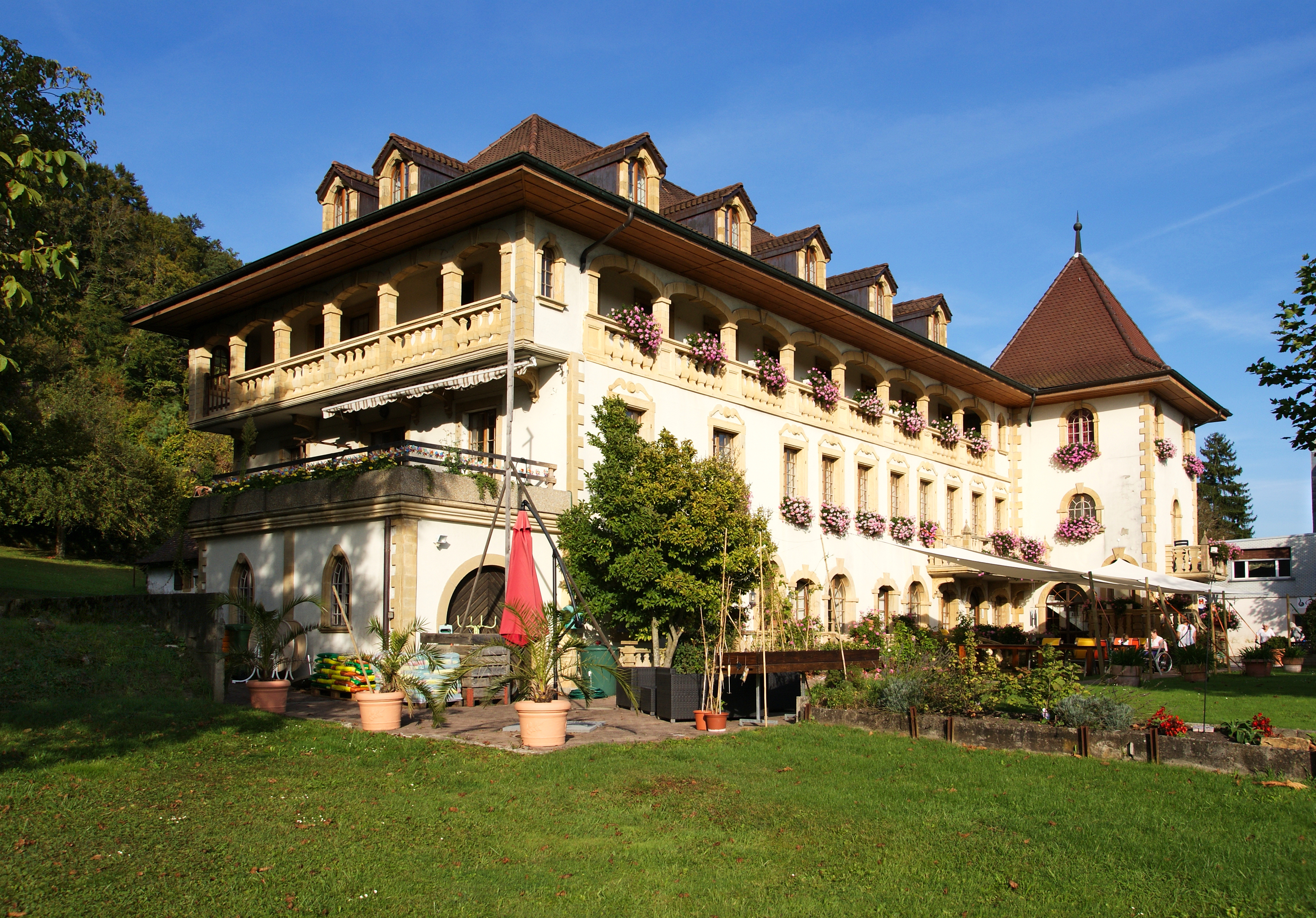
Il castello di Gampelen

- Chiesa riformata (già di San Martino), attestata dal 1228 e ricostruita nel 1513 e nel 1674-1675[1];
- Castello di Gampelen.

## Società

### Evoluzione demografica
L'evoluzione demografica è riportata nella seguente tabella:
Abitanti censiti

## Infrastrutture e trasporti
Gampelen è servito dall'omonima stazione sulla ferrovia Berna-Neuchâtel.

## Amministrazione
Ogni famiglia originaria del luogo fa parte del cosiddetto comune patriziale e ha la responsabilità della manutenzione di ogni bene comune; il comune patriziale di Gampelen comprende anche il comune politico di Gals.